# Lophothericles carinatus
Lophothericles carinatus är en insektsart som beskrevs av Marius Descamps 1977. Lophothericles carinatus ingår i släktet Lophothericles och familjen Thericleidae. Inga underarter finns listade i Catalogue of Life.